# Enkei
Enkei (japanisch 延慶, auch Enkyō oder Engyō) ist eine japanische Ära (Nengō) von November 1308 bis Mai 1311 nach dem gregorianischen Kalender. Der vorhergehende Äraname ist Tokuji, die nachfolgende Ära heißt Ōchō. Die Ära fällt in die Regierungszeit des Kaisers (Tennō) Hanazono.
Der erste Tag der Enkei-Ära entspricht dem 22. November 1308, der letzte Tag war der 16. Mai 1311. Die Enkei-Ära dauerte vier Jahre oder 906 Tage.

## Ereignisse
- 1308 August Hanazono wird Tennō